# Săliște, Maramureș
Săliște este un sat în comuna Băsești din județul Maramureș, Transilvania, România.

## Istoric
Prima atestare documentară a fost făcută în 1424 (Kecskefalva).

## Etimologie
Etimologia numelui localității provine dintr-un nume topic: „Săliște” (< subst. regional săliște „sat pustiit; locul pe care a fost așezat un sat; vatra sa¬tului" < sl. selište „cort, locuință, curte" < selo „moșie, ogor"; cf. bg. selište).

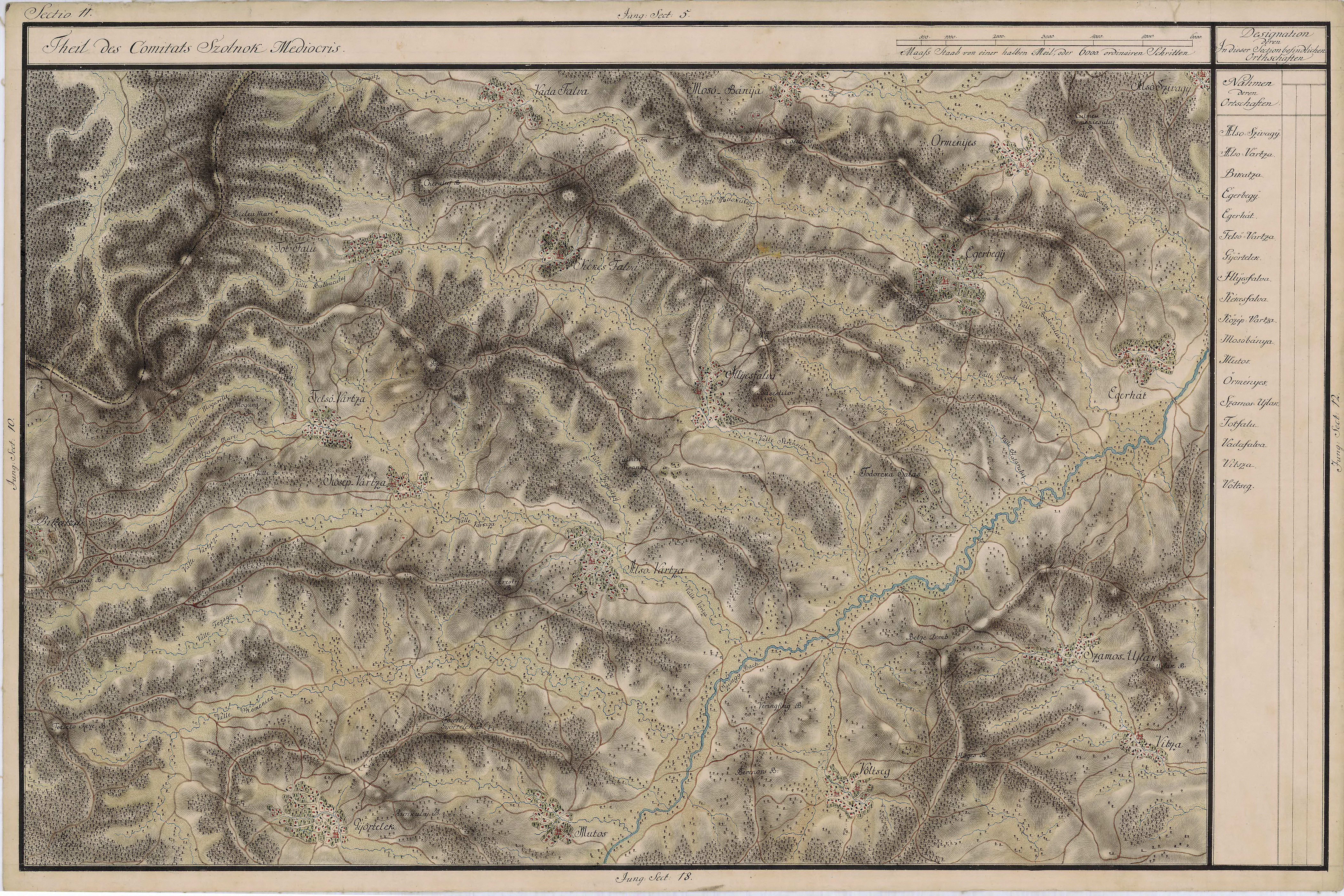
Sălişte în Harta Iosefină a Transilvaniei

## Demografie
La recensământul din 2011, populația era de 101 locuitori.